# Municipio de Dedoplistskaro
El municipio de Dedoplistskaro (georgiano: დედოფლისწყაროს მუნიციპალიტეტი) es un municipio georgiano perteneciente a la región de Kajetia. Su capital es la villa de Dedoplistskaro.
En 2002 tenía una población de 30 811 habitantes, de los cuales el 89,06% eran kartvelianos, el 4,17% armenios y el 3,31% azeríes. En 2014 bajó la población a 21 221 habitantes, de los cuales el 91,5% eran kartvelianos, el 4,3% armenios, el 1,8% Pueblo ruso y el 1,4% azeríes.

## Subdivisiones
El municipio comprende, además de la villa de Dedoplistskaro (5940 habitantes en 2014), las siguientes unidades administrativas rurales:
| Comunidad         | Pueblos | Habitantes (2014) |
| ----------------- | ------- | ----------------- |
| Arboschiki        | 1       | 1138              |
| Archiloskalo      | 1       | 980               |
| Chornabudschi     | 2       | 2219              |
| Gamardschweba     | 1       | 1010              |
| Kwemo Kedi        | 1       | 1153              |
| Mirzaani          | 1       | 433               |
| Osaani            | 2       | 913               |
| Pirosmani         | 1       | 569               |
| Sabatlo           | 1       | 391               |
| Samreklo          | 1       | 1786              |
| Samtazqaro        | 1       | 1037              |
| Semo Kedi         | 1       | 1826              |
| Semo Matschchaani | 1       | 1826              |

## Patrimonio
- Didnauri
- Parque nacional de Vashlovani